# Beldanga
Beldanga è una suddivisione dell'India, classificata come municipality, di 25.361 abitanti, situata nel distretto di Murshidabad, nello stato federato del Bengala Occidentale. In base al numero di abitanti la città rientra nella classe III (da 20.000 a 49.999 persone).

## Geografia fisica
La città è situata a 23° 55' 60 N e 88° 15' 0 E e ha un'altitudine di 19 m s.l.m..

## Società

### Evoluzione demografica
Al censimento del 2001 la popolazione di Beldanga assommava a 25.361 persone, delle quali 13.088 maschi e 12.273 femmine. I bambini di età inferiore o uguale ai sei anni assommavano a 3.363, dei quali 1.695 maschi e 1.668 femmine. Infine, coloro che erano in grado di saper almeno leggere e scrivere erano 17.024, dei quali 9.417 maschi e 7.607 femmine.